# Noordwest-China
Noordwest-China of Xibei is een gebied in China, dat bestaat uit de drie provincies Gansu, Qinghai, en Shaanxi en de twee autonome regio's in Noordwest-China Ningxia en Xinjiang.

## Bestuurlijke indeling van Noordwest-China
Provincie(s)
| Naam    | Traditioneel Chinees | Vereenvoudigd Chinees | Pinyin  | Afkorting Provincie | Provinciehoofdstad (省會/shěnghuì) | Traditioneel Chinees | Vereenvoudigd Chinees | Pinyin  |
| ------- | -------------------- | --------------------- | ------- | ------------------- | ---------------------------------- | -------------------- | --------------------- | ------- |
| Gansu   | 甘肅                 | 甘肃                  | Gānsù   | 甘 gān of 陇 lǒng   | Lanzhou                            | 蘭州                 | 兰州                  | Lánzhōu |
| Qinghai | 青海                 | 青海                  | Qīnghǎi | 青 qīng             | Xining                             | 西寧                 | 西宁                  | Xīníng  |
| Shaanxi | 陕西                 | 陕西                  | Shǎnxī  | 陕 shǎn or 秦 qín   | Xi'an                              | 西安                 | 西安                  | Xī'ān   |

Autonome regio('s)
| Naam    | Traditioneel Chinees | Vereenvoudigd Chinees | Pinyin  | Lokale Naam                    | Afkorting Provincie | Provinciehoofdstad (省會/shěnghuì) | Traditioneel Chinees | Vereenvoudigd Chinees | Pinyin   | Lokale Naam                    |
| ------- | -------------------- | --------------------- | ------- | ------------------------------ | ------------------- | ---------------------------------- | -------------------- | --------------------- | -------- | ------------------------------ |
| Ningxia | 寧夏                 | 宁夏                  | Níngxià | (Het Hui-volk spreekt Chinees) | 宁 níng             | Yinchuan                           | 銀川                 | 银川                  | Yínchuān | (Het Hui-volk spreekt Chinees) |

Noordoost-China (Dongbei) · Noord-China (Huabei) · Oost-China (Huadong) · Zuid-Centraal-China (Zhongnan) · Noordwest-China (Xibei) · Zuidwest-China (Xinan)